# Rowesville
Rowesville és una població dels Estats Units a l'estat de Carolina del Sud. Segons el cens del 2000 tenia 378 habitants.

## Demografia
Segons el cens del 2000, Rowesville tenia 378 habitants, 140 habitatges i 102 famílies. La densitat de població era de 184,7 habitants/km².
Dels 140 habitatges en un 30% hi vivien nens de menys de 18 anys, en un 42,1% hi vivien parelles casades, en un 22,9% dones solteres, i en un 27,1% no eren unitats familiars. En el 22,1% dels habitatges hi vivien persones soles el 12,9% de les quals corresponia a persones de 65 anys o més que vivien soles. El nombre mitjà de persones vivint en cada habitatge era de 2,68 i el nombre mitjà de persones que vivien en cada família era de 3,11.
Per edats la població es repartia de la següent manera: un 25,9% tenia menys de 18 anys, un 8,5% entre 18 i 24, un 29,4% entre 25 i 44, un 22,5% de 45 a 60 i un 13,8% 65 anys o més.
L'edat mediana era de 34 anys. Per cada 100 dones de 18 o més anys hi havia 100 homes.
La renda mediana per habitatge era de 30.833 $ i la renda mediana per família de 36.250 $. Els homes tenien una renda mediana de 24.500 $ mentre que les dones 16.591 $. La renda per capita de la població era de 13.978 $. Entorn del 12,5% de les famílies i el 20,6% de la població estaven per davall del llindar de pobresa.

## Poblacions més properes
El següent diagrama mostra les poblacions més properes.